# Цаган-Нур (озеро, Гирин)
Цаган-Нур — озеро на севере Китая.

## Основные сведения
Является пресноводным озером в китайской провинции Гирин, его площадь составляет около 400 км². Максимальная глубина 6 м.
Является одним из десяти крупнейших пресноводных озёр в Китае и самым большим озером в провинции Гирин. Питание озера смешанное.
В озеро впадает река Хорен-Гол.